# РК Криваја Завидовићи
Рукометни клуб Криваја је рукометни клуб из Завидовића, Федерација Босне и Херцеговине, Босна и Херцеговина. Тренутно се такмичи у Првој лиги Федерације Босне и Херцеговине. 

## Историја
Основан је 1952. као рукометна секција у оквиру спортског друштва „ДТВ Партизан“, а прву утакмицу клуб је одиграо у мају 1953. на фудбалском игралишту са рукометашима Добоја. Данашње име „РК Криваја“ клуб је добио током 60-их година 20. века.
Највеће успехе клуб је постигао крајем шездесетих и током седамдесетих година, када се такмичио у Првој савезној лиги Југославије. У Првој савезној лиги први пут је заиграо у сезони 1967/68. и убрзо се пробио у сам врх југословенског рукомета. Прво је у сезони 1969/70. заузео треће место, да би наредне две сезоне завршавао као другопласирани, оба пута иза тада домининатног бјеловарског Партизана. У сезони 1972/73. поново је био трећи, а наредне 1973/74. други, овај пут иза бањалучког Борца. Сезоне 1974/75. и 1975/76. су биле резултатски лошије јер је Криваја заузела шесто и четврто место, али је клуб и даље био у горњем делу табеле. Последње две сеоне у самом врху су биле 1976/77. и 1977/78, прву је завршио као други, док је у другој био трећи. Након тога је уследио пад, Криваја се задржала још пар сезона у Првој савезној лиги и почетком осамдесетих испала у нижи ранг.
Након распада Југославије са такмичењем је наставио прво у лиги Федерације БиХ, а након тога од 2002. у Премијер лиги Босне и Херцеговине, одакле није испадао. У сезони 2002/03. је учествовао у Купу победника купова, али је испао већ у првом колу.

## Успеси
- Прва савезна лига Југославије :

Друго место (4): 1970/71, 1971/72, 1973/74, 1976/77.
Треће место (3): 1969/70, 1972/73, 1977/78.

## Познати тренери
- Владо Штенцл
- Антон Башић
- Јосип Вуковић
- Мехо Башић
- Маријан Паљар
- Фуад Терзић
- Семиз Буркић
- Ади Башић
- Аднан Ђерзић
- Јасмин Мркоња
- Дамир Мемић

## Истакнути бивши играчи
- Ђорђе "Ђоко" Лаврнић
- Предраг Тимко
- Ивица Драгичевић
- Јасмин Мркоња
- Маријан Паљар
- Фрањо Метер
- Звонко Бартоловић
- Слободан Шегрт
- Незир Хотић-Пика
- Егон Паљар
- Фадил Башић
- Мехо Башић
- Зоран Мијатовић
- Есад Куртагић
- Фикрет Башић
- Слободан Батиновић-Орбо
- Драган Дунђер
- Миро Старе
- Рефик Бербић
- Мидхат Пипић
- Салим Мулахасановић
- Смаил Ђонлић
- Един Башић
- Горан Перковац
- Зденко Антовић
- Миломир Мијатовић
- Ненад Винклер
- Тончи Перибонио
- Нермин Башић
- Аднан Шабановић
- Немања Керезовић
- Иван Дивковић
- Милан Вуњак
- Даниел Риђић
- Горан Лазендић
- Ибрахим "Ибро" Мркоња
- Мато Вуковић
- Зијад Омеровић
- Милован Томић
- Адис Хумкић
- Семиз Буркић
- Ајдин Ђерзић
- Сакиб Омеровић
- Елвис Бркић
- Исак Омерчевић
- Аднан Јашкић
- Дени Велић
- Аднан Ђерзић
- Денис Дујмовић
- Зденко Фуксик
- Емир Џинић
- Јасмин Хаџихасић
- Ален Бјелобрковић
- Дино Ђерзић
- Бењамин Чичкушић
- Јасмин Омеровић
- Риад Полић
- Никола Грујић
- Ферид Авдић
- Елдар Мехић
- Ирхад Охран
- Сидик Омеровић
- Един Синановић
- Суад Хускић
- Адмир Пурић
- Исмир Салкић
- Харис Педић
- Ајдин Смајилбеговић
- Елдар Старчевић
- Тарик Зилкић
- Семир Звекић
- Дамир Мемић
- Арман Љутић
- Душко Петрушић
- Амир Алић
- Дино Звекић
- Амар Мемишевић
- Харис Мухић
- Енес Авдић
- Харис Башић
- Амар Хасић